# Rajon Berastawiza
Der Rajon Berastawiza (belarussisch Бераставіцкі раён Berastawizki rajon; russisch Берестовицкий район Berestowizki rajon) ist eine Verwaltungseinheit in der Hrodsenskaja Woblasz in Belarus mit dem administrativen Zentrum in der Siedlung städtischen Typs Wjalikaja Berastawiza. Der Rajon hat eine Fläche von 743,58 km² und umfasst 127 ländliche Siedlungen in 6 Dorfsowjets sowie die Siedlung städtischen Typs Wjalikaja Berastawiza.

## Geographie
Der Rajon Berastawiza liegt im Südwesten der Hrodsenskaja Woblasz.

### Nachbarrajone und -kreise
Die Nachbarrajone und -kreise sind im Norden Hrodna, im Nordosten Masty, im Osten Waukawysk, und im Süden Swislatsch in der Hrodsenskaja Woblasz; im Westen der Powiat Białostocki und Sokólski in der Woiwodschaft Podlachien in Polen.

## Administrative Gliederung
| Dorfsowjets 1. Alekschyzki Selsawet 2. Berastawizki Selsawet 3. Ejsmantauski Selsawet 4. Kanjuchouski Selsawet 5. Malaberastawizki Selsawet 6. Pagranitschny Selsawet | Siedlungen städtischen Typs 1. Wjalikaja Berastawiza |